# DREAM & MEMORIES
『DREAM & MEMORIES』（ドリーム・アンド・メモリーズ）は、日本の音楽ユニットFavorite Blueの1枚目のオリジナルアルバムである。

## 内容
- シングル3曲を収録。ヒットシングルが収録されているわけではないが、登場3週目にオリコン1位を記録し、好調な売り上げを記録。
- 初回盤は紙スリーブ仕様。

## 収録曲
1. Overture "Let my heart beat reach in 2 U" [2'48"]
インスト。1stシングル「愛よりも激しく、誰よりも愛しく」のイントロをアレンジしたものになっている。
2. SHAKE ME UP! [3'50"]
3rdシングル。元々木村が他アーティストへの楽曲提供するために作られた曲で、ユーロビートのアレンジだった。
3. Snowball fallin' on my head [5'00"]
発売当初から人気の高いアルバムオリジナル曲。2000年に別バージョンでシングルカットされた。
4. SQUALL [4'58"]
96年当時イギリスのクラブシーンで流行したハードハウスのサウンドを取り入れている。
5. Lovin' you [7'12"]
2ndシングルのカップリング。
6. 愛よりも激しく、誰よりも愛しく [5'05"]
1stシングル。メロディー・セクストンが歌う英語バージョンも存在する（アナログレコードもしくはヴェルファーレコンピCDに収録)
7. Active, my dream [4'13"]
2ndシングル。日本生命のCMタイアップ曲。この2ndシングルからカップリングに｢MOVE MIX｣と題したリミックスが入る。
8. Brand new season [4'07"]
9. 素直に言えたら [4'23"]
10. Dream & Memories [0'48"]
インスト。
11. Remember day [4'13"]
3rdシングルのカップリング。こちらも人気が高く、別バージョンが多く存在する。
12. Love Bight ～幸せの中で～ [5'36"]
13. 誰にも負けないで [4'40"]
14. Epilogu [3'05"]
インスト。8thシングルであり次アルバムの先行シングルとなる「Missing place」のインストバージョン。

- クレジット

作詞: 松崎麻矢（全曲）
作曲: 木村貴志（全曲）
編曲: 木村貴志（全曲）、日高智（補作、担当曲不明）、ディック・マークス & 多田彰文（オーケストラアレンジ、#1）